# غابي هوفمان
غابرييلا ماري «غابي» هوفمان (بالإنجليزية: Gaby Hoffmann) (ولد في 8 يناير 1982) ممثلة سينمائية و تلفزيونية أمريكية، اشتهر عن أدوارها في الساهر في سياتل (1993)، مسلسل الكوميدي الدرامي  شفافة  (2014)، و مسلسل فتيات (2012).

## نشأتها
ولدت عام 1982 بمدينة نيويورك، تلقت تلعيمها في جامعة بارد، بدأت مشوارها الفني من خلال الإعلانات في سن الرابعة للمساهمة في سداد فواتير عائلتها، ثم توجه اهتمامها إلى التمثيل، إزداد اهتمام المنتجة (جايل بيرمان) بها بعد قراءة مقال في نيويورك تايمز عن قصتها والفندق، ومن أهم أفلامها (طفل بديهي، وداعا أيها العالم، جنية الكريستال والصبار السحري)، ومن مسلسلاتها (Transparent، Girls، Homeland)، رُشحت للعديد من الجوائز وفازت بجائزة (أصغر فنان كأفضل أداء عن فيلم مجال الأحلام عام 1990 جائزة SXSW بالمشاركة مع بعض الفنانين عام 2013).

## روابط خارجية
- غابي هوفمان على موقع IMDb (الإنجليزية)
- غابي هوفمان على موقع ألو سيني (الفرنسية)
- غابي هوفمان على موقع أول موفي (الإنجليزية)
- غابي هوفمان على موقع قاعدة بيانات برودواي على الإنترنت (الإنجليزية)
- غابي هوفمان على موقع قاعدة بيانات الأفلام السويدية (السويدية)
- غابي هوفمان على موقع إن إن دي بي (الإنجليزية)
- غابي هوفمان على موقع قاعدة بيانات الفيلم (الإنجليزية)
- غابي هوفمان على موقع كينوبويسك (الروسية)